# 385
| 385                |
| ------------------ |
| Dødsfald - Fødsler |
|                    |

| Gregoriansk kalender | 385 CCCLXXXV            |
| Ab urbe condita      | 1138                    |
| Armensk kalender     | I/T                     |
| Kinesiske kalender   | 3081 – 3082 甲申 – 乙酉 |
| Etiopisk kalender    | 377 – 378               |
| Jødisk kalender      | 4145 – 4146             |
| Hindukalendere       |                         |
| - Vikram Samvat      | 440 – 441               |
| - Shaka Samvat       | 307 – 308               |
| - Kali Yuga          | 3486 – 3487             |
| Iransk kalender      | 237 BP – 236 BP         |
| Islamisk kalender    | 244 BH – 243 BH         |

Se også 385 (tal)